# Artaxes II
Artaxes II (em grego: Αρτάξης; romaniz.: Artáxēs) ou Artaxer (Αρταξηρ; em persa médio: 𐭠𐭥𐭲𐭧𐭱𐭲𐭥; romaniz.: Ardaxšīr), chamado o Beneficente (nihoukar), foi xainxá do Império Sassânida de 379 a 383. Era irmão de seu antecessor, Sapor II (r. 309–379), sob quem serviu como rei vassalo de Adiabena, onde lutou ao lado de seu irmão contra os romanos. Artaxes II foi nomeado sucessor de seu irmão para governar interinamente até que o filho deste último, Sapor III, atingisse a idade adulta. O curto reinado de Artaxes II foi em grande parte sem intercorrências, com os sassânidas tentando, sem sucesso, manter o domínio sobre a Armênia.

## Nome
Artaxes (Αρτάξης, Artáxēs), Adeser (Αδεσήρ, Adesēr), Artaxer (Αρταξηρ, Artaxḗr), Artaxares (Αρταξάρης, Artaxárēs), Artaser (Αρτασήρ, Artasḗr), Artasires (Αρτασείρης, Artaseírēs), Artaxas (Αρτάξας, Artáxas) e Artaxias (Αρταξίας, Artaxías) são as formas gregas do parta e persa médio Ardaxir ou Artaxir (𐭠𐭥𐭲𐭧𐭱𐭲𐭥, Ardaxšīr ou Artaxšīr) e do armênio Artaxir (Արտաշիր, Artašir) e Artaxes (Արտաշէս, Artašēs; surgido da forma não atestada *Artašas). Esses nomes derivam do persa antigo Artaxaça (𐎠𐎼𐎫𐎧𐏁𐏂𐎠, Artaxšaçā) ou o iraniano antigo Artaxatra (*R̥ta-xš-ira-), que significa "cujo reinado é através da verdade". Sua grafia em persa antigo também foi helenizada e latinizada como Artaxerxes (Αρταξέρξης, Artaxérxēs).